# Sanctions contre l'Iran
Les sanctions contre l'Iran sont une série d'embargos contre l'Iran, dont le principal a été mis en place par les États-Unis à partir de 1995, les autres consistant en des embargos sur les armes décidés par les Nations unies et l'Union européenne en 2006 et 2007.

## Histoire

### 1979
En 1979, à la suite de la prise d'otages à l'ambassade américaine, les États-Unis gèlent 12 milliards d'actifs financiers détenus par l'Iran.
En 1984, durant la guerre Iran-Irak, les États-Unis mettent en place un embargo sur les armes contre l'Iran, ainsi que l'interdiction d'émettre des crédits financiers en faveur de l'Iran. Les États-Unis justifient ces sanctions en invoquant notamment les liens de l'Iran avec le Hezbollah, accusé d'avoir pris part aux attentats de Beyrouth du 23 octobre 1983.
En mars 1995, les États-Unis mettent en place un embargo sur le pétrole contre l'Iran, puis en mai 1995, ils mettent en place un embargo économique interdisant tout commerce avec l'Iran. En 1996, la loi d'Amato-Kennedy interdit à toute entreprise étrangère d'effectuer un investissement supérieur de 20 millions de dollars en Iran dans le secteur des hydrocarbures. La multinationale Total est contrainte de payer 300 millions de dollars aux États-Unis après un accord « à l'amiable ».

### 2000
En janvier 2002, l'IEEE retire certains avantages à ses 1 700 membres iraniens, comme l'utilisation du logo de l'institution pour promouvoir leurs activités, l'accès à ses publications en ligne, et l'accès aux demandes d'emploi. Selon Fredun Hodjabri, président de l'Association de l'université de technologie de Sharif qui est une ONG représentant les étudiants, l'administration et les anciens élèves de l'université iranienne, le dossier débute lorsque des agents de l'IEEE déterminent qu'ils iraient à l'encontre de sanction de l'OFAC s'ils laissaient une conférence en Iran avoir lieu. Dans une lettre adressée aux membres de l'IEEE de l'université de Téhéran datée du 14 janvier 2002, le président de l'IEEE, Joel Snyder, écrit que « l'IEEE ne peut plus offrir aucun avantage d'adhésion ni soutenir des activités » en Iran. L'IEEE bloque les comptes de messagerie électronique mis à disposition des membres iraniens par l'institution peu de temps après, d'après Hodjabri.
En 2004, des dispositions de l'administration américaine réduisent ou interdisent la coopération scientifique avec les chercheurs iraniens. En parallèle, des restrictions sur le commerce d'équipements aéronautiques sont également mises en place.
En février 2004, le département du Trésor des États-Unis décide que l'édition ou la publication de documents scientifiques provenant d'Iran viole désormais les sanctions que les États-Unis imposent à ce pays. Les éditeurs et associations scientifiques américains se divisent alors sur le chemin à prendre. L'IEEE, l'American Nuclear Society, l'American chemical society et la Société américaine de microbiologie décident de se conformer aux mesures préconisées par ces sanctions. Au cours d'une réunion à Washington le 9 février de la même année, David Mills, membre du département du Trésor chargé d'appliquer cette politique, déclare aux représentants de trente éditeurs que quiconque souhaitant publier des documents iraniens devrait demander un permis pour le faire auprès du département du Trésor. Il suggère également que les scientifiques américains collaborant avec des Iraniens puissent être poursuivis en justice. En parallèle, des restrictions sur le commerce d'équipements aéronautiques sont également mises en place.
En 2005, à la suite de la victoire des conservateurs et à l'élection de Mahmoud Ahmadinejad à l'élection présidentielle, l'Iran reprend sa recherche sur le nucléaire.
Plus de 80 membres de l'université de technologie de Sharif, qui s'étaient vu remettre des visas pour assister spécifiquement à la IVe réunion et conférence internationale de l'association de l'université, dont il était prévu qu'elle ait lieu à Santa Clara, se sont vu refuser l'entrée aux États-Unis.
En septembre 2006, les États-Unis durcissent les restrictions sur les services financiers que les banques américaines fournissent à l'Iran, en promulguant l'Iran Freedom Support Act,.
En décembre 2006, les Nations unies mettent en place un embargo sur les armements au travers notamment de la résolution 1737.
En février 2007, l'Union européenne met en place à son tour un embargo sur les armes contre l'Iran. Cet embargo concerne également le matériel de surveillance de télécommunication, le matériel de maintien de l'ordre et le matériel nucléaire à destination militaire. Le commerce des armes, des munitions, des véhicules et équipements militaires et paramilitaires (ainsi que leurs pièces détachées), les services financiers liés à l'armement sont prohibés, ainsi que le matériel utilisé pour l'utilisation de réacteurs nucléaires à eau légère,.

### 2010
En 2010, les États-Unis promulguent la Comprehensive Iran Sanctions Accountability and Divestment Act, qui met en place un embargo sur le pétrole venant d'Iran, et sanctionne les services financiers étrangers ayant des activités avec l'Iran. En 2011, l'ensemble du système financier iranien dont la banque centrale est inclus dans les sanctions liées à cette loi. En parallèle, l'Union européenne étend ses sanctions au secteur énergétique iranien.
L'Union européenne interdit également en 2012 l'importation d'hydrocarbures en provenance d'Iran, et l'exportation vers l'Iran de matériel miniers, de métaux précieux et d'équipements navals. L'Union européenne gèle également les actifs financiers de la république d'Iran, ainsi que des banques iraniennes, et supprime l'accès au réseau Swift au système financier. Enfin, l'Union européenne interdit l'accès à son sol aux transports aériens de frets venant d'Iran et interdit le commerce de pièces détachées et de services de maintenance pour l'aviation iranienne. Le transfert de technologies liées de près ou de loin à la fabrication des armes nucléaires, à des étudiants ou chercheurs iraniens, devient interdit dans l'ensemble du territoire européen.
En 2012, le National Defense Authorization Act permet de restreindre la possibilité pour la banque centrale d’Iran d'utiliser des services financiers étrangers pour l'exportation d'hydrocarbures,. Toujours en 2012, via l'Iran Freedom and Counter-Proliferation Act, les États-Unis élargissent leurs sanctions au secteur de l'énergie, de l'industrie, la construction et du transport maritime.
En 2013, le congrès américain vote un renforcement des sanctions contre l'Iran.
En janvier 2014, le plan d'action conjoint, accord intermédiaire avant le Plan d’action global commun, allège temporairement les sanctions établies par l'Union européenne.
En janvier 2016, à la suite du Plan d’action global commun, l'embargo décrété par les Nations unies et l'Union européenne est allégé et remplacé par de nouvelles dispositions adoptées par la résolution 2231. Selon cette résolution, la fourniture d'armements lourds (chars, artillerie, avions de combat, navires de guerre) à l'Iran doit préalablement avoir l'accord du conseil de sécurité des Nations unies. De même, cette résolution interdit la fourniture de missiles balistiques. L'accord inclut l'autorisation du conseil de sécurité pour un certain nombre d'éléments du secteur nucléaire, alors que d'autres tels que les réacteurs à eau légère sont autorisés sans permissions préalables. Certains échanges dans les secteurs des logiciels et des métaux sont également toujours concernés par des restrictions. Le gel des actifs financiers est notamment levé, ainsi que celui du commerce d'hydrocarbures. Malgré cette décision des Nations unies, les États-Unis n'ont levé que peu de leurs sanctions contre l'Iran. Ils obligent les entreprises commerçant avec l'Iran de le signaler à l'Office of Foreign Assets Control. L'Union européenne a supprimé son embargo sur les produits pétroliers.

### 2018
En mai 2018, Donald Trump annonce le retrait des États-Unis du Plan d’action global commun, rétablissant les sanctions américaines contre l'Iran, dans un délai de 90 à 180 jours. Ces sanctions rétablies portent sur un embargo sur les produits pétroliers, sur le secteur aéronautique et minier, et une interdiction d'utiliser le dollar américain dans les transactions commerciales avec l'Iran.
Le 16 juillet 2018, le Ministère des affaires étrangères d'Iran annonce que l’Iran a porté plainte contre les États-Unis à la Haye, siège de la Cour internationale de justice (CIJ).
Le but de cette plainte est de « faire rendre des comptes aux États-Unis pour leur réimposition illégale de sanctions unilatérales », déclare Mohammad Javad Zarif.
Le 28 août 2018, Washington récuse sèchement la compétence de la CIJ, « L’Iran n’a pas établi l’existence d’une base garantissant la compétence de la Cour », explique la représentante américaine Jennifer Newstead.
Dans les audiences, l'Iran, se référant au traité américano-iranien de 1955 qui prévoit des « relations amicales » entre les deux nations, affirme que les actions des États-Unis constituent des « violations flagrantes » des dispositions du traité mentionné. Les États-Unis, en réponse, annoncent que « le traité d’amitié préserve le droit des États-Unis de prendre de telles décisions et de telles mesures », comme l’imposition de sanctions, afin de garantir sa « sécurité nationale », a ajouté Jennifer Newstead.
Le 3 octobre 2018, quinze juges de la plus haute instance judiciaire des Nations unies (basée à La Haye), décident à l'unanimité que les sanctions imposées visant certains biens constituent une violation du traité d'amitié conclu en 1955 entre l'Iran et les États-Unis. Cette décision de la CIJ est un jugement incontestable parce que les décisions de la CIJ sont contraignantes, mais les deux parties ont déjà ignoré l'avis de la Cour dans le passé ; enfin, il faut ajouter que la CIJ ne dispose d'aucun moyen pour faire appliquer ses décisions.
Les importations de pétrole iranien par l'Inde chutent de 40 % entre 2018 et 2019. L'Inde retire également ses investissements du port de Tchabahar, compromettant l'avenir commercial de celui-ci. Ces sanctions ouvrent des opportunités à l'Arabie saoudite, dont les relations commerciales avec l'Inde ont doublé, passant de 14 à 28 milliards de dollars.

#### Réponse de l'Union européenne
En réponse à l'attitude américaine, l'Union européenne décide, en mai 2018, de réactiver une loi de blocage (en) de 1996, afin de maintenir les relations commerciales entre l'Iran et l'UE par la « [poursuite de] la mise en œuvre intégrale et efficace de l'accord sur le nucléaire iranien ». Cela a trois conséquences : la notification à la Commission européenne de toute sanction prise par une autorité étrangère contre une entreprise européenne, l'opposition aux effets de ces mesures sur le territoire européen sauf dérogation, et le lancement d'une procédure d'indemnisation,.
En septembre 2018, la chef de la diplomatie de l'Union européenne Federica Mogherini, annonce l'intention de l'UE de mettre en place un mécanisme légal pour faciliter les transactions financières avec l'Iran. Ceci aboutit en janvier 2019 à la création de la société de droit français INSTEX. L'objectif visé est de mettre en place un intermédiaire entre les sociétés européennes et iraniennes et ainsi d'éviter aux premières d'être exposées aux sanctions américaines. Au moment de l'annonce de sa création, de nombreux détails de mise en œuvre des transactions reste à définir et son périmètre est uniquement limité aux biens alimentaires et médicaments, ce qui conduit de nombreux observateurs européens et iraniens à être circonspects sur son impact.

### 2019
En septembre 2019, le gouvernement américain instaure de nouvelles sanctions visant notamment « la dernière source de revenus de la Banque centrale d'Iran », déjà sur la liste noire américaine, mais aussi le Fonds national de développement, « c’est-à-dire leur fonds souverain qui sera ainsi coupé » du système bancaire américain, selon le secrétaire au Trésor Steven Mnuchin. D'après Donald Trump, il s'agit des « sanctions les plus sévères jamais imposées à un pays ».
Fin 2019, en période de préparation du budget 2020, le gouvernement iranien reconnaît les impacts significatifs que ces sanctions ont sur son économie.

### 2020
Le 21 février, le Groupe d'action financière (GAFI-FATF, basé à Paris), du fait du refus de l'Iran de satisfaire aux normes en matière de financement du terrorisme, « appelle ses membres et toutes juridictions à appliquer des contre-mesures ». Cette décision rend encore plus difficile aux banques de commercer avec l'Iran, et rendra probablement impossible la poursuite des tentatives européennes d'utiliser l'INSTEX pour maintenir des échanges commerciaux avec l'Iran.
En mars, dans le contexte de pandémie de maladie à coronavirus, l'Iran demande aux États-Unis d’alléger les sanctions afin de pouvoir se défendre contre l'épidémie, ce que refusent ces derniers. La Chine a également demandé à Washington d'accepter un geste humanitaire envers l'Iran.
Au même mois, en pleine pandémie internationale, une organisation néoconservatrice controversée, United Against Nuclear Iran (en), très proche de l'administration Trump, ayant un passif d'idéologies et de discours anti-Iran, censée « empêcher l'Iran de posséder des armes nucléaires » via des campagnes alarmistes, mènent des campagnes de « dénonciations » et de menaces contre des entreprises pharmaceutiques qui commercent avec l'Iran, même si ces transactions sont légales et ne contreviennent à aucune sanctions ou lois. « Ces organisations cherchent à toucher les réputations des sociétés pharmaceutiques ou quelles qu'elles soient en pratiquant le name and shame, ainsi, même si les transactions sont légales, les sociétés impliquées sont sous pression de ce type de groupes et leurs réputations peuvent-être mises en danger en se voyant associés avec l'Iran publiquement, même si ces transactions sont légales ou humanitaires », une dizaine de sociétés pharmaceutiques dont Pfizer ou encore Bayer ont été visées. L'organisation exprime tout de même « son soutien » et sa « solidarité envers le peuple Iranien ». Un officiel de l'administration Trump expliquait l'année dernière que « tout cela est un mythe » et que « nos sanctions n'empêchent pas l'accès aux médicaments et aux soins en Iran ».
En août, le Conseil de sécurité des Nations unies ne prolonge pas son embargo contre les armes contre l'Iran qui arrive à terme le 18 octobre 2020, seuls deux des quinze membres du Conseil ayant voté pour la résolution introduite par les États-Unis.
En septembre, les États-Unis annoncent de manière unilatérale le rétablissement des sanctions de l'ONU, lié au Plan d’action global commun, plan dont les États-Unis se sont retirés. Ces sanctions seraient contraignant pour toutes entités économiques qui travaillent en lien avec l'Iran. Le Royaume-Uni, l'Allemagne et la France dénoncent cette attitude.
En octobre, les États-Unis adoptent de nouvelles sanctions visant à couper définitivement le secteur financier iranien du reste du monde. De nombreux observateurs estiment que ces mesures réduisent plus encore la possibilité pour l’Iran d’acquérir des biens humanitaires.

### 2022
Le 3 octobre, à la suite des manifestations de 2022 en Iran, le Canada met en place des sanctions contre 9 structures iraniennes et 25 dirigeants iraniens, principalement des chefs des forces de l'ordre et de l'armée. Le 7 octobre, des sanctions supplémentaires sont prises par le Canada contre près de 10 000 officiers iraniens, leur interdisant l'accès au territoire canadien. Le 10 octobre, le Royaume-Uni annonce à son tour mettre en place des sanctions contre certaines personnalités du régime iranien et contre la police de la moralité,. Le 17 octobre, l'Union européenne, dans le cadre de la PESC, émet à son tour des sanctions contre le régime iranien, formellement contre onze personnalités et quatre entités, comme Isa Zarepour, le ministre des technologies, de l’information et des communications ou encore la police des mœurs et son dirigeant Mohammad Rostami Cheshmeh Gachi,.
Le 21 octobre 2022, l'Union européenne émet de nouvelles sanctions contre l'Iran, à la suite de la fourniture de matériel militaire, notamment des drones militaires, à la Russie dans le cadre de l'invasion de l'Ukraine par la Russie en 2022. Ces sanctions ciblent plusieurs généraux iraniens et l'entreprise iranienne Shahed Aviation Industries, fabricant de drone. Le 31 octobre 2022, le Canada émet de nouvelles sanctions contre 4 responsables de la police et de la justice, ainsi que contre la police en tant qu'institution et que contre l'université Al-Mustafa International pour leurs implications contre la répression des manifestations de 2022 en Iran,.
En décembre 2022, l'Islamic Republic of Iran Broadcasting (IRIB) ainsi que plusieurs de ses dirigeants (Peyman Jebelli (fa), directeur, Mohsen Bormahani, vice-directeur, Ameneh Sadat Zabihpour, cheffe de la rédaction en langue farsi et Ali Rezvani, présentateur) sont sanctionnés par l'Union européenne pour leurs activités pendant la répression des manifestations consécutives à la mort de Mahsa Amini. L'UE accuse l'IRIB d'être responsable de violations des droits humains en Iran en diffusant des aveux contraints, présentés comme des confessions, de détenus. Plusieurs membres de l'armée, dont le chef d'État-major Abdolrahim Mousavi, du Corps des gardiens de la révolution islamique et l'homme politique et religieux Ahmad Khatami (en) sont aussi rajoutés à la liste.

### 2024 - 2025
En avril 2024, l'Union européenne met en place des nouvelles sanctions contre des entreprises iraniennes impliquées dans la production de missiles et de drones militaires.
En juillet 2025, peu de temps après la guerre Iran-Israël, les États-Unis mettent en place contre plusieurs dizaines de personnes ou d'entités ainsi que plusieurs dizaines de navires marchands iraniens.

## Les entreprises européennes sous risques de sanctions et d'amendes
Au cours des années 2010, les entreprises européennes ont dû payer aux États-Unis plus de 40 milliards de dollars d’amendes pour avoir maintenu des transactions avec l'Iran. D'après le journaliste économique Jean-Michel Quatrepoint, les sanctions sont considérablement plus sévères pour les entreprises européennes que pour les entreprises américaines et visent dans certains cas, notamment en raison des puissants efforts de lobbying déployés par les entreprises américaines, à éliminer la concurrence européenne. En outre, cette politique permet à terme aux États-Unis de se réserver certains marchés.
Avant 2014, BNP Paribas a effectué des transactions en dollars avec différents pays sous embargo américains dont l'Iran, une condition suffisante, selon la justice américaine, pour être sanctionnée. La banque est soumise à une amende de 9 milliards de dollars pour avoir contourné des sanctions économiques.
Avec l’abaissement des sanctions internationales en 2015, Peugeot entreprenait de se réinstaller en Iran. À la suite du retrait américain de l'accord de Vienne sur le nucléaire iranien annoncé le 8 mai 2018, la société se retire du pays afin de se conformer à la loi américaine.
En 2018, Airbus, qui possède un grand nombre d’usines sur le territoire américain, s’est vue contrainte d’annuler ses contrats iraniens d’une valeur de 18 milliards de dollars avec l’Iran.